# 3,5-Dinitrosalicylsäure
3,5-Dinitrosalicylsäure (DNS) ist eine Phenolsäure, die mit reduzierenden Zuckern oder anderen reduzierenden Molekülen eine typische Farbreaktion ergibt. 

## Darstellung und Gewinnung
3,5-Dinitrosalicylsäure kann durch die Nitrierung von Salicylsäure mittels Nitriersäure hergestellt werden. Eine alternative Methode nutzt die Kombination von Salpetersäure und Essigsäure als Nitrierreagenz, wobei intermediär Acetylnitrat reagiert.

## Eigenschaften
3,5-Dinitrosalicylsäure ist eine Carbonsäure mit einem pKs-Wert von 2,96 für die Carboxygruppe und 7,61 für die phenolische OH-Gruppe. Der Oktanol-Wasser-Verteilungskoeffizient (log KOW) beträgt 1,71. 
Vom Monohydrat hat man zwei unterschiedliche Kristallformen isolieren können, deren Dichten sich mit 1,702 g/cm3 (kristallisiert aus Ethanol) bzw. 1,719 g/cm3 (kristallisiert aus Wasser) ebenfalls unterscheiden.

## Verwendung
Mit reduzierenden Zuckern wird 3,5-Dinitrosalicylsäure zu 3-Amino-5-nitrosalicylsäure reduziert, welche Licht bei 540 nm stark absorbiert. 
Bei dieser Reaktion schlägt die Farbe der Lösung von orangegelb nach rot um. 
Die kolorimetrische Reaktion wurde zuerst zur Bestimmung reduzierender Substanzen im Urin eingeführt und wird seitdem verbreitet genutzt, z. B. zur Quantifizierung von Kohlenhydraten in Blut. Hauptsächlich verwendet man die Nachweisreaktion beim α-Amylase-Assay. Die Methode verbindet die Oxidation einer Carbonylverbindung mit der Reduktion einer Nitrogruppe in 3,5-Dinitrosalicylsäure unter alkalischen Bedingungen. Verwendet wird eine alkalische Reaktionslösung mit 2 % DNS und 2 % Na2CO3. Andere Urinbestandteile wirken nicht störend.
Enzymatische Methoden werden jedoch heute üblicherweise der Bestimmung mit 3,5-Dinitrosalicylsäure vorgezogen, weil sie spezifischer sind.